# Ryan Murphy (nedador)
Ryan Fitzgerald Murphy (nascut el 2 de juliol de 1995) és un nedador nord-americà especialitzat en l'estil esquena. Va l'or en la competició de 100 i 200 metres esquena, i en el relleu 4x100 m combinat en els Jocs Olímpics de 2016, on va aconseguir la plusmarca mundial dels 100 metres esquena.

## Palmarès
| Any  | Competició    | Lloc           | Medalla | Categoria          |
| ---- | ------------- | -------------- | ------- | ------------------ |
| 2016 | Jocs Olímpics | Rio de Janeiro | 1       | 100 m esquena      |
| 2016 | Jocs Olímpics | Rio de Janeiro | 1       | 200 m esquena      |
| 2016 | Jocs Olímpics | Rio de Janeiro | 1       | 4 × 100 m combinat |